# XM29 OICW
Le XM29 Objective Individual Combat Weapon (OICW), désignation militaire M29, dont le programme s'appelait à l'origine Selectable Assault Battle Rifle (SABR), est une arme de combat de nouvelle génération destinée aux forces armées des États-Unis dont le développement est actuellement suspendu.
Basée sur le HK G36 de Heckler & Koch, elle comporte un fusil d'assaut de calibre 5,56 mm OTAN auquel est superposé un lance-grenades semi-automatique alimenté par chargeur. Les grenades ont un calibre de 20 mm, une portée de 100 mètres et sont dotées d'un détonateur programmable. L'ambition de ce projet est d'accroître l'efficacité du fantassin de 500 %.
Le programme date des années 1990 et les prototypes furent testés à partir de 2002.
Le 22 juillet 2005, l'US Army a suspendu sine die ce programme.

## Description

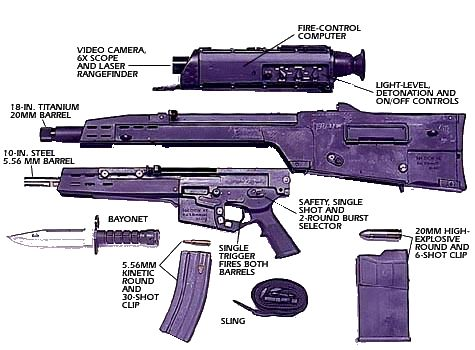
Éclaté du XM 29

Le chargeur de 30 balles du fusil se trouve devant la poignée alors que le chargeur du lance-grenade est en configuration bullpup, c’est-à-dire derrière la poignée. Il s'agit d'une arme modulaire qui permet différentes configurations, comme de remplacer le fusil d'assaut par un MP7, ou d'utiliser le lance-grenade seul.
Enfin l'arme est équipée d'une lunette de visée avec intensificateur de lumière, un télémètre laser ainsi qu'un ordinateur de tir permettant de corriger la visée pour le fusil et le lance-grenade afin d'améliorer la précision à longue portée.
L'encombrement de l'arme et la fragilité présumée de l'électronique du viseur suscitent des réactions dubitatives tandis que son coût très élevé (entre 10 000 et 12 000 dollars US l'unité), empêcheront le remplacement total des M-16 et M-4 actuellement en dotation dans l'US Army. Sa mise en service était prévue en 2009 avec 45 000 exemplaires.
En 2005, un modèle de lance-grenade multiple d'un calibre de 25 mm développé à partir du XM-29 a commencé ses essais, il s'agit du XM25 CDTE, à ne pas confondre avec un fusil de précision du même nom. Il est plus simple et plus compact que l'arme d'origine. Testé au combat entre 2010 et 2013, le programme a été abandonné en 2018.

## Culture populaire
- Cette arme est utilisée par l'équipe de sécurité dans le jeu Metal Gear Acid 2 et est également utilisable par le personnage. Elle n'est cependant d'une puissance de feu que très relative, d'autant que seule la fonction fusil d'assaut est utilisable.
- Cette arme est aussi utilisée par un spécialiste à débloquer dans le FPS Tom Clancy's Ghost Recon. Dans le jeu, cette arme permet des tirs plus précis de loin que les M16 de base.
- Cette arme est présente dans le jeu Soldier of Fortune II: Double Helix. Dans le jeu, le lance-grenade dispose d'un télémètre laser pour augmenter la précision des tirs de grenade même si son emploi est lent en pleine action.
- Cette arme apparaît aussi dans Far Cry.
- Un fusil OICW est disponible dans Soldier of Fortune (jeu vidéo)
- Elle apparaît également dans le 3e tome des livres Tomb Raider "l'homme de bronze".
- Cette arme était présente dans la beta de Half-Life 2 mais elle n'apparaît pas dans la version finale.